# Chantal Strasser
Chantal Strasser (Zurich, Suiza, 21 de marzo de 1978) es una nadadora retirada especializada en pruebas de estilo libre. Fue campeona de Europa en la prueba de 800 metros libres durante el Campeonato Europeo de Natación en Piscina Corta de 2000.
Representó a Suiza en los Juegos Olímpicos de Atlanta 1996, Sídney 2000 y Atenas 2004.

## Palmarés internacional
| Campeonato Mundial de Natación en Piscina Corta | Campeonato Mundial de Natación en Piscina Corta | Campeonato Mundial de Natación en Piscina Corta | Campeonato Mundial de Natación en Piscina Corta |
| Año                                             | Lugar                                           | Medalla                                         | Prueba                                          |
| ----------------------------------------------- | ----------------------------------------------- | ----------------------------------------------- | ----------------------------------------------- |
| 1999                                            | Hong Kong ( China)                              | Medalla de bronce                               | 800 m libre                                     |
| Campeonato Europeo de Natación                  |                                                 |                                                 |                                                 |
| Año                                             | Lugar                                           | Medalla                                         | Prueba                                          |
| 2000                                            | Helsinki ( Finlandia)                           | Medalla de plata                                | 800 m libres                                    |
| Campeonato Europeo de Natación en Piscina Corta |                                                 |                                                 |                                                 |
| Año                                             | Lugar                                           | Medalla                                         | Prueba                                          |
| 2000                                            | Valencia ( España)                              | Medalla de oro                                  | 800 m libres                                    |